# Secretaría de Estado de Igualdad
La Secretaría de Estado de Igualdad y para la Erradicación de la Violencia contra las Mujeres (SEIVG) de España es el órgano superior del Ministerio de Igualdad responsable, bajo la autoridad de la ministra, la propuesta y desarrollo de las políticas del Gobierno de la Nación en materia de igualdad la prevención y erradicación de cualquier forma de violencia contra las mujeres, y de toda forma de violencia o discriminación ejercida contra las personas por razón de su sexo, origen racial o étnico, religión o creencias, orientación sexual, identidad sexual o de género, expresión de género, características sexuales, edad, discapacidad o cualquier otra condición o circunstancia personal o social.
Asimismo, le corresponde la propuesta, elaboración y desarrollo de las normas, actuaciones y medidas dirigidas a asegurar la igualdad de trato y de oportunidades, especialmente entre mujeres y hombres, y el fomento de la plena participación social, política, cultural y económica de las mujeres.

## Historia y antecedentes
Las políticas de igualdad del gobierno de España desarrolladas durante el gobierno de José Luis Rodríguez Zapatero de 2004 a 2008 tuvieron rango de Secretaría General de Igualdad en el Ministerio de Trabajo y Asuntos Sociales liderado por Jesús Caldera. Su titular fue Soledad Murillo.
En el año 2008 en el segundo mandato de gobierno de José Luis Rodríguez Zapatero se elevó las políticas de igualdad a rango ministerial creando específicamente para ello un Ministerio de Igualdad al frente del cual situó a Bibiana Aído.
La Secretaría de Estado de Igualdad fue creada por primera vez en octubre de 2010 para desarrollar las políticas de igualdad en el Ministerio de Sanidad, Política Social e Igualdad con Leire Pajín al frente. La primera persona nombrada para asumir el cargo fue Bibiana Aído, hasta entonces ministra de Igualdad.
Durante los gobiernos del Partido Popular liderados por Mariano Rajoy esta secretaría de estado se transformó en Secretaría de Estado de Servicios Sociales e Igualdad en el Ministerio de Sanidad, Servicios Sociales e Igualdad siendo ocupada por Juan Manuel Moreno (2011-2014), Susana Camarero (2014-2016) y Mario Garcés (noviembre de 2016-junio de 2018)
En junio de 2018 la vicepresidenta  Carmen Calvo en el gobierno de Pedro Sánchez recuperó la Secretaría de Estado de Igualdad separándola de servicios sociales, en el Ministerio de la Presidencia, Relaciones con las Cortes e Igualdad nombrando a la socióloga feminista Soledad Murillo al frente de la Secretaría.
En enero de 2020, el presidente del Gobierno, Pedro Sánchez, recuperó el Ministerio de Igualdad y nombró ministra a Irene Montero, quien nombró a Noelia Vera como secretaria de Estado de Igualdad y contra la Violencia de Género. En octubre de 2021, Ángela Rodríguez se convirtió en la nueva secretaria de Estado tras la dimisión de la anterior titular. En 2023 asume el cargo Aina Calvo.
A finales de 2023 fue renombrada como Secretaría de Estado de Igualdad y para la Erradicación de la Violencia contra las Mujeres.
En 2025, la diputada socialista María Guijarro Ceballos asume la titularidad de la Secretaría de Estado.

## Funciones
En concreto, de acuerdo con el Real Decreto 246/2024, de 8 de marzo, a la Secretaría de Estado de Igualdad le corresponden las siguientes funciones:
- El impulso y desarrollo de la aplicación transversal de los principios de igualdad de trato y oportunidades entre mujeres y hombres, así como de la perspectiva de género e interseccional, en la actuación de los poderes públicos y, especialmente, en la Administración General del Estado.
- El seguimiento de la aplicación y desarrollo normativo de la Ley Orgánica 3/2007, de 22 de marzo, para la igualdad efectiva de mujeres y hombres; la Ley Orgánica 1/2004, de 28 de diciembre, de medidas de protección integral contra la violencia de género; la Ley Orgánica 10/2022, de 6 de septiembre, de garantía integral de la libertad sexual; la Ley 15/2022, de 12 de julio, integral para la igualdad de trato y la no discriminación; y la Ley 4/2023, de 28 de febrero, para la igualdad real y efectiva de las personas trans y para la garantía de los derechos de las personas LGTBI.
- El impulso y seguimiento del cumplimiento de las medidas contempladas en el Pacto de Estado contra la Violencia de Género, así como la puesta en marcha de las medidas necesarias para la prevención y erradicación de todas las formas de violencia contra las mujeres, en colaboración con las instituciones del Estado y administraciones públicas con competencias en la materia, así como con las organizaciones de la sociedad civil.
- La propuesta de normas y medidas para la lucha contra la trata de mujeres y niñas con fines de explotación sexual, así como su coordinación, seguimiento y evaluación.
- La coordinación de las políticas de la Administración General del Estado en materia de igualdad de trato y de oportunidades, con especial referencia a la igualdad entre mujeres y hombres, así como el desarrollo de políticas de cooperación con las administraciones de las comunidades autónomas y entidades locales en materias de su competencia, sin perjuicio de las competencias atribuidas a otros departamentos.
- El impulso a medidas de fomento de la igualdad de trato y de oportunidades entre mujeres y hombres y a las medidas necesarias para consolidar la presencia de mujeres en cualesquiera ámbitos de la vida, y para garantizar la composición paritaria o la presencia equilibrada de mujeres y hombres, de forma progresiva, en los términos recogidos en la Ley Orgánica 3/2007, de 22 de marzo, y demás normativa que resulte de aplicación.
- El impulso de medidas de fomento de la igualdad real y efectiva de las personas LGTBI+ y de prevención y erradicación de cualquier forma de discriminación o violencia LGTBIfóbica, sin perjuicio de las competencias atribuidas a otros departamentos.
- El impulso de medidas de fomento de la igualdad de trato y no discriminación y de prevención y erradicación del racismo, la discriminación racial, la xenofobia y otras formas conexas de intolerancia, sin perjuicio de las competencias atribuidas a otros departamentos.
- En colaboración con los órganos correspondientes del Ministerio de Trabajo y Economía Social, la promoción de políticas dirigidas a garantizar la igualdad de trato y de oportunidades entre mujeres y hombres en el empleo y la ocupación, y a reducir la discriminación laboral y el desempleo femenino, teniendo como objetivo el pleno empleo y la reducción de las diferencias existentes entre las percepciones salariales de hombres y mujeres mediante, entre otras medidas, el apoyo y facilitación de la implantación de planes de igualdad en las empresas y medidas de transparencia e igualdad retributiva.
- El fomento de las medidas que favorezcan la conciliación del trabajo con la vida personal y familiar, así como la corresponsabilidad en los cuidados y las responsabilidades familiares, sin perjuicio de las competencias atribuidas a otros departamentos, impulsando, entre otras medidas, la equiparación de los permisos por nacimiento y por cuidado de personas menores de edad y el desarrollo de programas para fomentar la paternidad responsable.
- La puesta en marcha de actuaciones de formación, información y sensibilización destinadas a hacer efectivo el principio de igualdad de trato y oportunidades entre mujeres y hombres en cualesquiera ámbitos de la vida.
- El impulso y desarrollo de la aplicación transversal del principio de igualdad de trato y no discriminación de las personas por razón de sexo, origen racial o étnico, religión o creencias, orientación sexual, identidad sexual o de género, expresión de género, características sexuales, edad, discapacidad o cualquier otra condición o circunstancia personal o social.
- La propuesta de medidas normativas destinadas a garantizar la igualdad de trato y no discriminación de las personas por razón de sexo, origen racial o étnico, religión o creencias, orientación sexual, identidad sexual o de género, expresión de género, características sexuales, edad, discapacidad o cualquier otra condición o circunstancia personal o social.
- La puesta en marcha de actuaciones de formación, información y sensibilización destinadas a hacer efectivo el principio de igualdad de trato y no discriminación de las personas por razón de sexo, origen racial o étnico, origen nacional, orientación sexual, identidad sexual o de género, religión o creencias, edad, discapacidad o cualquier otra condición o circunstancia personal o social, en cualesquiera ámbitos de la vida.
- La propuesta y el impulso de medidas destinadas a realizar un diagnóstico para la prevención y erradicación de los delitos de odio y del discurso de odio en el ámbito público y privado, en coordinación con otros departamentos ministeriales.
- El impulso de medidas destinadas a reconocer y proteger la heterogeneidad familiar, en coordinación con otros departamentos ministeriales y administraciones públicas.
- En colaboración con los órganos correspondientes del Ministerio de Asuntos Exteriores, Unión Europea y Cooperación, la supervisión y el seguimiento de los acuerdos internacionales en materia de igualdad y no discriminación, la organización y participación de España en las cumbres y eventos internacionales en la materia, la elaboración de informes para las instituciones internacionales y el seguimiento de los proyectos y encuentros internacionales relacionados con la igualdad impulsados por el Gobierno de España, sin perjuicio de las competencias de la Secretaría General Técnica del departamento en esta materia.
- Las relaciones con la Autoridad Independiente para la Igualdad de Trato y la No Discriminación.

## Estructura
De la Secretaría de Estado de Igualdad dependen los siguientes órganos:
- La Delegación del Gobierno para la Violencia de Género, con rango de Dirección General.
- La Dirección General para la Igualdad de Trato y No Discriminación y contra el Racismo.
- La Dirección General para la Igualdad real y efectiva de las personas LGTBI+.

Como órgano de apoyo y asistencia inmediata a la persona titular de la Secretaría de Estado, existe un Gabinete con nivel orgánico de subdirección general.

### Adscripciones
- El Instituto de las Mujeres.
- El Consejo de Participación de las Personas LGTBI.

## Presupuesto
La Secretaría de Estado de Igualdad tiene un presupuesto asignado de 498 999 040 € para el año 2023.
| N.º Programa                                             | Programa | Dotación      | Ref.   |
| -------------------------------------------------------- | --- | ------------- | ------ |
| 232B                                                     | Igualdad de oportunidades entre mujeres y hombres                                                                                      | 204 100 470 € | [ 11 ] |
| 232B                                                     | Igualdad de oportunidades entre mujeres y hombres a través del Instituto de las Mujeres                                                | 27 711 010 €  | [ 11 ] |
| 232C                                                     | Actuaciones para la prevención integral de la violencia de género                                                                      | 180 202 020 € | [ 12 ] |
| 232C                                                     | Actuaciones para la prevención integral de la violencia de género a través de la Delegación del Gobierno contra la Violencia de Género | 79 539 870 €  | [ 12 ] |
| 232D                                                     | Igualdad de trato y diversidad | 7 345 670 €   | [ 13 ] |
| 23VB                                                     | Plan de Modernización de los Servicios Sociales a través del Instituto de las Mujeres                                                  | 100 000 €     | [ 14 ] |
| Total presupuesto de la Secretaría de Estado de Igualdad | Total presupuesto de la Secretaría de Estado de Igualdad                                                                               | 498 999 040 € |        |